# 北炉乡
北炉乡，是中华人民共和国辽宁省朝阳市凌源市下辖的一个乡镇级行政单位。

## 行政区划
北炉乡下辖以下地区：
何杖子村、三合庄村、北炉村、南炉村、桲椤树杖子村、董杖子村和三盛永村。